# Fridaythorpe
Fridaythorpe – wieś w Anglii, w hrabstwie East Riding of Yorkshire. Leży 38 km na północny zachód od miasta Hull i 282 km na północ od Londynu. W 2001 miejscowość liczyła 183 mieszkańców.